# Søndre Ringvej (Vejen)
 For alternative betydninger, se Søndre Ringvej. (Se også artikler, som begynder med Søndre Ringvej)
Ringvejen  er en to sporet ringvej der går igennem det sydlige Vejen. Den er med til at lede trafikken syd om Vejen Centrum, så byen ikke bliver belastet af for meget gennemkørende trafik.
Vejen forbinder Boulevarden i vest med Knudevejen i øst, og har forbindelse til Søndergade og Fulgesangsalle. 